# Васькіно (Велізький район)
Васькіно (рос. Васькіно) — присілок Велізького району Смоленської області Росії. Входить до складу Заозерського сільського поселення.
Населення — 14 осіб (2007 рік).